# Рейксватерштат
Рейксватерштат, заснований у 1798 році як Bureau voor den Waterstaat і раніше перетворений на Генеральний директорат громадських робіт і водного господарства, є генеральним директоратом Міністерства інфраструктури та водного господарства Нідерландів. Його роль полягає в практичному виконанні громадських робіт та управління водними ресурсами, включаючи будівництво та обслуговування водних шляхів і доріг, а також захист і запобігання повеням. Агенція також брала участь у будівництві великих залізничних проєктів, таких як Betuweroute і HSL-Zuid.
Місія організації: «Rijkswaterstaat is de rijksdienst die werkt aan droge voeten, schoon en voldoende water én aan de vlotte en veilige doorstroming van het verkeer» (Рейксватерштат є національним агентством, яке забезпечує сухість ніг, чисту та достатню кількість води та швидкий і безпечний рух транспорту). Агентство поділяється на 10 регіональних, 6 спеціалізованих служб і 2 спеціальні служби.
Станом на 15 травня 2017 року генеральним директором Рейксватерштат є Мішель Блом. З 1 січня 2006 року Rijkswaterstaat є виконавчим агентством.

## Назва
Голландське слово waterstaat позначає стан території щодо рівня та стану поверхневих і підземних вод, включаючи всі відповідні природні та штучні особливості. Компонент «Рейх» перекладається як «національний».

## Організаційна структура
Рейксватерштат поділяється на регіональні та спеціалізовані служби, раніше відомі як дирекції. Кожною службою керує hoofdingenieur-directeur (HID), який разом утворює правління Рейксватерштату.

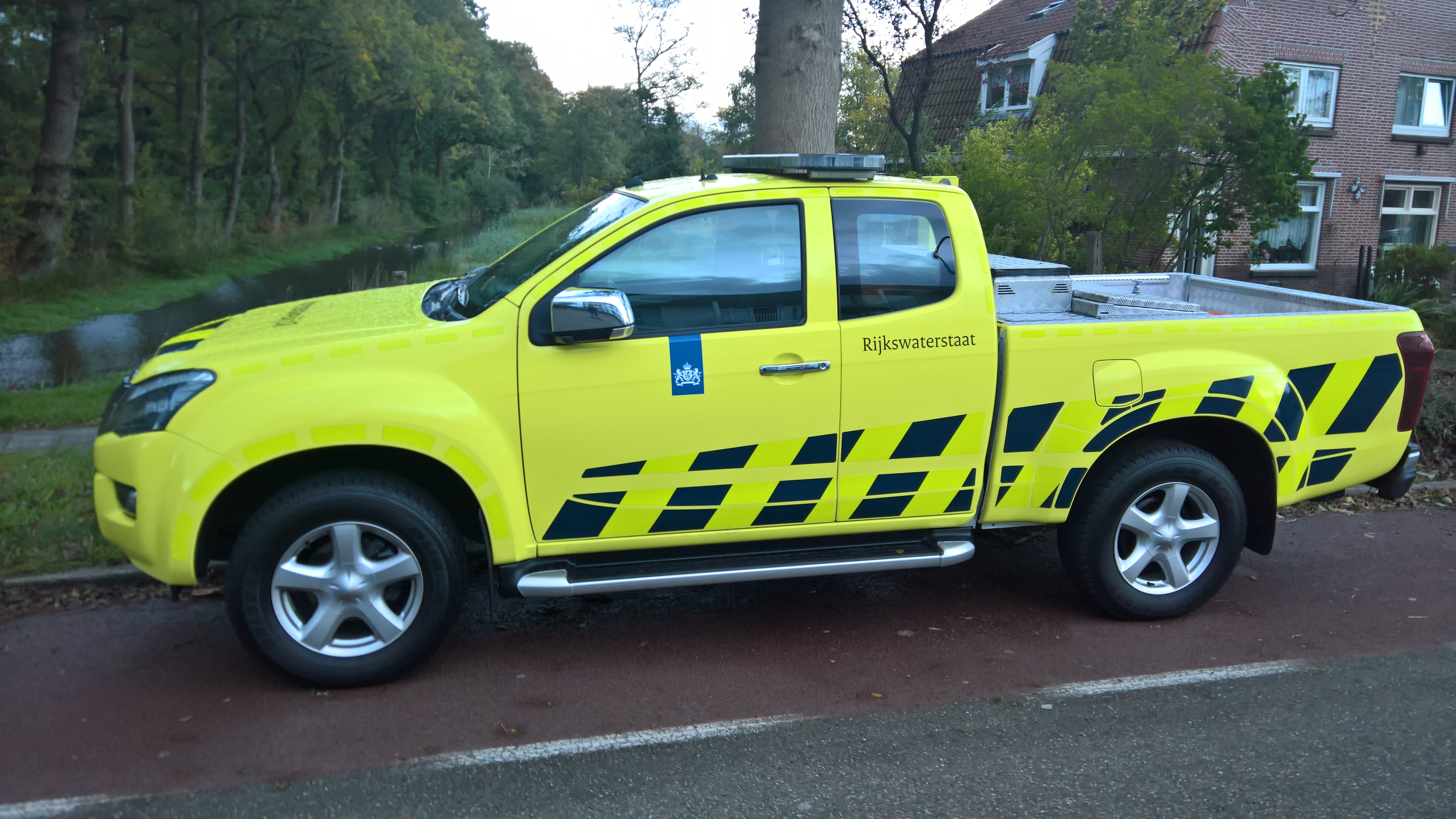
Автомобіль дорожнього інспектора

Регіони поділені на місцеві water-en wegendistricten (водні та дорожні райони), раніше відомі як dienstkringen. У минулому кожна провінція мала власну регіональну організацію, але дирекції Гронінген, Фрисландія та Дренте були об'єднані, утворивши службу Noord-Nederland, дирекції Overijssel та Gelderland були об'єднані, щоб утворити службу Oost-Nederland, дирекції IJsselmeergebied та Utrecht були об'єднані, щоб сформувати службу Midden-Nederland, а напрямки Північний Брабант і Лімбург були об'єднані, щоб сформувати службу Zuid-Nederland. Існують такі регіональні служби:
- RWS Noord-Nederland (розташований у Леувардені)
- RWS West Nederland Noord (Гарлем)
- RWS Midden-Nederland (Утрехт і Лелістад)
- RWS Oost-Nederland (Арнем)
- RWS West Nederland Zuid (Роттердам)
- RWS Zee en Delta (Мідделбург)
- RWS Zuid-Nederland (Гертогенбос і Маастрихт)